# Anna McNuff
Anna McNuff (ur. 18 października 1984 w Kingston) – brytyjska wioślarka.

## Osiągnięcia
- Mistrzostwa Europy – Poznań 2007 – ósemka – 3. miejsce[1].